# جيف كاميرون (ممثل)
جيف كاميرون (بالإيطالية: Jeff Cameron)‏ هو ممثل إيطالي، ولد في القرن 20، وتوفي في 1985 في إيطاليا.

## وصلات خارجية
- جيف كاميرون على موقع IMDb (الإنجليزية)
- جيف كاميرون على موقع قاعدة بيانات الفيلم (الإنجليزية)